# پلونی تووا
پلونی تووا (هلندی: Pleuni Touw؛ زادهٔ ۸ نوامبر ۱۹۳۸) هنرپیشه اهل هلند است.